# I'm Raving
I'm Raving is een nummer van de Duitse raveband Scooter uit 1996. Het is de eerste single van hun derde studioalbum Wicked!.
Het nummer bevat een interpolatie van Walking in Memphis van Marc Cohn, daarnaast bevat het ook een sample uit het Schotse volkslied Scotland the Brave. "I'm Raving" werd vooral een hit in het Duitse taalgebied, met een 4e positie in Duitsland. In Nederland moest de plaat het met een 2e positie in de Tipparade en een Dancesmash op Radio 538 doen.